# Friedrich Sämisch
Friedrich (Fritz) Sämisch (Charlottenburg, 20 de setembre de 1896 – Berlín, 16 d'agost de 1975) fou un jugador d'escacs alemany.
Fou un dels vint-i-set jugadors que varen ésser guardonats amb el títol de Gran Mestre per la FIDE, quan el títol es va crear oficialment, el 1950.

## Resultats destacats en competició
Sämisch fou un dels millors jugadors del món entre els anys 1920 i 1930, època en la qual va assolir nombrosos èxits en torneigs d'elit. Alguns dels seus resultats en aquests anys foren:
- 2n a Berlín 1920
- 1r a Viena 1921 (i campió del primer, tot i que extraoficial, Campionat d'escacs d'Àustria), superant Euwe, Breyer, Grünfeld i Tartakower
- 2n a Hamburg 1921
- 2n (empatat amb Tartakower), rere Nimzowitsch, a Copenhaguen 1923
- 3r a Baden-Baden 1925, rere Aleksandr Alekhin i Akiba Rubinstein
- 1r, empatat amb sir George Thomas a Spa, 1926
- 1r al Torneig de Dortmund 1928, superant Réti, Johner i Bogoliúbov
- 1r, empatat amb Réti a Brünn 1928
- 1r a Swinemünde 1930

El 1922 va guanyar un matx contra Réti, a Berlín (+4 =3 -1).
Als 73 anys, Sämisch va participar en un torneig en memòria d'Adolf Anderssen a Büsum, Alemanya, i en un altre torneig a Linköping, Suècia, però als dos hi perdé totes les partides (quinze en el primer, i tretze al segon) a causa del control de temps.

### Olimpíades d'escacs
Sämisch va representar Alemanya en una Olimpíada d'escacs oficial, i en una de no oficial, entre 1930 i 1936. En ambdós casos, l'equip alemany va obtenir el tercer lloc, i la medalla de bronze en la classificació final.
| Any  | Olimpíada                | Ciutat  | Tauler | Partides | Guanyades | Taules | Perdudes | Punts | %    |
| ---- | ------------------------ | ------- | ------ | -------- | --------- | ------ | -------- | ----- | ---- |
| 1930 | III Olimpíada            | Hamburg | 2n     | 14       | 8         | 3      | 3        | 9.5   | 67.9 |
| 1936 | III Olimpíada no oficial | Múnic   | 6è     | 14       | 6         | 6      | 2        | 9     | 64.3 |

## Partides destacades
Segurament la seva partida més coneguda és una derrota, contra Nimzowitsch, a Copenhaguen 1923 (coneguda com la Immortal del Zugzwang). Però va jugar també diverses altres partides brillants, com per exemple la seva victòria contra Grünfeld a Carlsbad 1929, que obtingué el premi de bellesa. Al mateix torneig, tot i que no va obtenir-hi una bona classificació, va batre Capablanca: el cubà va perdre una peça a l'obertura, però no es rendí, com usualment passa en aquests casos en partides d'alt nivell.
- Fritz Sämisch - Franz Herzog, Alemanya 1924, defensa francesa C10, 1-0 (la "immortal de Sämisch")
- Fritz Sämisch - Richard Réti, Viena 1922, Defensa Holandesa A80, 1-0
- Fritz Sämisch - Rudolf Spielmann, Baden-Baden 1925, defensa siciliana B40, 1-0
- Lajos Steiner - Fritz Sämisch, Dresden 1926, obertura Ruy López, variant clàssica C64, 0-1
- Kurt Richter - Fritz Sämisch, Café Koenig 1928, defensa Philidor C41, 0-1
- Fritz Sämisch - Ernst Grünfeld, Carlsbad 1929, defensa nimzoíndia, var. Sämisch E24, 1-0 (premi de bellesa)
- Fritz Sämisch - José Raúl Capablanca, Carlsbad 1929, defensa nimzoíndia, var. Sämisch E24, 1-0

## Contribucions a la teoria d'obertures
Sämisch és recordat avui bàsicament per les seves grans contribucions a la teoria d'obertures. Entre d'altres, duen el seu nom les següents dues variants principals d'obertures molt jugades en l'actualitat:
- Variant Sämisch de la defensa índia de rei (E80): 1. d4 Cf6 2. c4 g6 3. Cc3 Ag7 4. e4 d6 5. f3
- Variant Sämisch de la defensa Nimzoíndia (E24): 1. d4 Cf6 2. c4 e6 3. Cc3 Ab4 4. a3

|   | a | b | c | d | e | f | g | h |   |
| 8 | a8 negres torre · b8 negres cavall · c8 negres alfil · d8 negres dama · e8 negres rei · h8 negres torre · a7 negres peó · b7 negres peó · c7 negres peó · e7 negres peó · f7 negres peó · g7 negres alfil · h7 negres peó · d6 negres peó · f6 negres cavall · g6 negres peó · c4 blanques peó · d4 blanques peó · e4 blanques peó · c3 blanques cavall · f3 blanques peó · a2 blanques peó · b2 blanques peó · g2 blanques peó · h2 blanques peó · a1 blanques torre · c1 blanques alfil · d1 blanques dama · e1 blanques rei · f1 blanques alfil · g1 blanques cavall · h1 blanques torre | a8 negres torre · b8 negres cavall · c8 negres alfil · d8 negres dama · e8 negres rei · h8 negres torre · a7 negres peó · b7 negres peó · c7 negres peó · e7 negres peó · f7 negres peó · g7 negres alfil · h7 negres peó · d6 negres peó · f6 negres cavall · g6 negres peó · c4 blanques peó · d4 blanques peó · e4 blanques peó · c3 blanques cavall · f3 blanques peó · a2 blanques peó · b2 blanques peó · g2 blanques peó · h2 blanques peó · a1 blanques torre · c1 blanques alfil · d1 blanques dama · e1 blanques rei · f1 blanques alfil · g1 blanques cavall · h1 blanques torre | a8 negres torre · b8 negres cavall · c8 negres alfil · d8 negres dama · e8 negres rei · h8 negres torre · a7 negres peó · b7 negres peó · c7 negres peó · e7 negres peó · f7 negres peó · g7 negres alfil · h7 negres peó · d6 negres peó · f6 negres cavall · g6 negres peó · c4 blanques peó · d4 blanques peó · e4 blanques peó · c3 blanques cavall · f3 blanques peó · a2 blanques peó · b2 blanques peó · g2 blanques peó · h2 blanques peó · a1 blanques torre · c1 blanques alfil · d1 blanques dama · e1 blanques rei · f1 blanques alfil · g1 blanques cavall · h1 blanques torre | a8 negres torre · b8 negres cavall · c8 negres alfil · d8 negres dama · e8 negres rei · h8 negres torre · a7 negres peó · b7 negres peó · c7 negres peó · e7 negres peó · f7 negres peó · g7 negres alfil · h7 negres peó · d6 negres peó · f6 negres cavall · g6 negres peó · c4 blanques peó · d4 blanques peó · e4 blanques peó · c3 blanques cavall · f3 blanques peó · a2 blanques peó · b2 blanques peó · g2 blanques peó · h2 blanques peó · a1 blanques torre · c1 blanques alfil · d1 blanques dama · e1 blanques rei · f1 blanques alfil · g1 blanques cavall · h1 blanques torre | a8 negres torre · b8 negres cavall · c8 negres alfil · d8 negres dama · e8 negres rei · h8 negres torre · a7 negres peó · b7 negres peó · c7 negres peó · e7 negres peó · f7 negres peó · g7 negres alfil · h7 negres peó · d6 negres peó · f6 negres cavall · g6 negres peó · c4 blanques peó · d4 blanques peó · e4 blanques peó · c3 blanques cavall · f3 blanques peó · a2 blanques peó · b2 blanques peó · g2 blanques peó · h2 blanques peó · a1 blanques torre · c1 blanques alfil · d1 blanques dama · e1 blanques rei · f1 blanques alfil · g1 blanques cavall · h1 blanques torre | a8 negres torre · b8 negres cavall · c8 negres alfil · d8 negres dama · e8 negres rei · h8 negres torre · a7 negres peó · b7 negres peó · c7 negres peó · e7 negres peó · f7 negres peó · g7 negres alfil · h7 negres peó · d6 negres peó · f6 negres cavall · g6 negres peó · c4 blanques peó · d4 blanques peó · e4 blanques peó · c3 blanques cavall · f3 blanques peó · a2 blanques peó · b2 blanques peó · g2 blanques peó · h2 blanques peó · a1 blanques torre · c1 blanques alfil · d1 blanques dama · e1 blanques rei · f1 blanques alfil · g1 blanques cavall · h1 blanques torre | a8 negres torre · b8 negres cavall · c8 negres alfil · d8 negres dama · e8 negres rei · h8 negres torre · a7 negres peó · b7 negres peó · c7 negres peó · e7 negres peó · f7 negres peó · g7 negres alfil · h7 negres peó · d6 negres peó · f6 negres cavall · g6 negres peó · c4 blanques peó · d4 blanques peó · e4 blanques peó · c3 blanques cavall · f3 blanques peó · a2 blanques peó · b2 blanques peó · g2 blanques peó · h2 blanques peó · a1 blanques torre · c1 blanques alfil · d1 blanques dama · e1 blanques rei · f1 blanques alfil · g1 blanques cavall · h1 blanques torre | a8 negres torre · b8 negres cavall · c8 negres alfil · d8 negres dama · e8 negres rei · h8 negres torre · a7 negres peó · b7 negres peó · c7 negres peó · e7 negres peó · f7 negres peó · g7 negres alfil · h7 negres peó · d6 negres peó · f6 negres cavall · g6 negres peó · c4 blanques peó · d4 blanques peó · e4 blanques peó · c3 blanques cavall · f3 blanques peó · a2 blanques peó · b2 blanques peó · g2 blanques peó · h2 blanques peó · a1 blanques torre · c1 blanques alfil · d1 blanques dama · e1 blanques rei · f1 blanques alfil · g1 blanques cavall · h1 blanques torre | 8 |
| 7 | a8 negres torre · b8 negres cavall · c8 negres alfil · d8 negres dama · e8 negres rei · h8 negres torre · a7 negres peó · b7 negres peó · c7 negres peó · e7 negres peó · f7 negres peó · g7 negres alfil · h7 negres peó · d6 negres peó · f6 negres cavall · g6 negres peó · c4 blanques peó · d4 blanques peó · e4 blanques peó · c3 blanques cavall · f3 blanques peó · a2 blanques peó · b2 blanques peó · g2 blanques peó · h2 blanques peó · a1 blanques torre · c1 blanques alfil · d1 blanques dama · e1 blanques rei · f1 blanques alfil · g1 blanques cavall · h1 blanques torre | a8 negres torre · b8 negres cavall · c8 negres alfil · d8 negres dama · e8 negres rei · h8 negres torre · a7 negres peó · b7 negres peó · c7 negres peó · e7 negres peó · f7 negres peó · g7 negres alfil · h7 negres peó · d6 negres peó · f6 negres cavall · g6 negres peó · c4 blanques peó · d4 blanques peó · e4 blanques peó · c3 blanques cavall · f3 blanques peó · a2 blanques peó · b2 blanques peó · g2 blanques peó · h2 blanques peó · a1 blanques torre · c1 blanques alfil · d1 blanques dama · e1 blanques rei · f1 blanques alfil · g1 blanques cavall · h1 blanques torre | a8 negres torre · b8 negres cavall · c8 negres alfil · d8 negres dama · e8 negres rei · h8 negres torre · a7 negres peó · b7 negres peó · c7 negres peó · e7 negres peó · f7 negres peó · g7 negres alfil · h7 negres peó · d6 negres peó · f6 negres cavall · g6 negres peó · c4 blanques peó · d4 blanques peó · e4 blanques peó · c3 blanques cavall · f3 blanques peó · a2 blanques peó · b2 blanques peó · g2 blanques peó · h2 blanques peó · a1 blanques torre · c1 blanques alfil · d1 blanques dama · e1 blanques rei · f1 blanques alfil · g1 blanques cavall · h1 blanques torre | a8 negres torre · b8 negres cavall · c8 negres alfil · d8 negres dama · e8 negres rei · h8 negres torre · a7 negres peó · b7 negres peó · c7 negres peó · e7 negres peó · f7 negres peó · g7 negres alfil · h7 negres peó · d6 negres peó · f6 negres cavall · g6 negres peó · c4 blanques peó · d4 blanques peó · e4 blanques peó · c3 blanques cavall · f3 blanques peó · a2 blanques peó · b2 blanques peó · g2 blanques peó · h2 blanques peó · a1 blanques torre · c1 blanques alfil · d1 blanques dama · e1 blanques rei · f1 blanques alfil · g1 blanques cavall · h1 blanques torre | a8 negres torre · b8 negres cavall · c8 negres alfil · d8 negres dama · e8 negres rei · h8 negres torre · a7 negres peó · b7 negres peó · c7 negres peó · e7 negres peó · f7 negres peó · g7 negres alfil · h7 negres peó · d6 negres peó · f6 negres cavall · g6 negres peó · c4 blanques peó · d4 blanques peó · e4 blanques peó · c3 blanques cavall · f3 blanques peó · a2 blanques peó · b2 blanques peó · g2 blanques peó · h2 blanques peó · a1 blanques torre · c1 blanques alfil · d1 blanques dama · e1 blanques rei · f1 blanques alfil · g1 blanques cavall · h1 blanques torre | a8 negres torre · b8 negres cavall · c8 negres alfil · d8 negres dama · e8 negres rei · h8 negres torre · a7 negres peó · b7 negres peó · c7 negres peó · e7 negres peó · f7 negres peó · g7 negres alfil · h7 negres peó · d6 negres peó · f6 negres cavall · g6 negres peó · c4 blanques peó · d4 blanques peó · e4 blanques peó · c3 blanques cavall · f3 blanques peó · a2 blanques peó · b2 blanques peó · g2 blanques peó · h2 blanques peó · a1 blanques torre · c1 blanques alfil · d1 blanques dama · e1 blanques rei · f1 blanques alfil · g1 blanques cavall · h1 blanques torre | a8 negres torre · b8 negres cavall · c8 negres alfil · d8 negres dama · e8 negres rei · h8 negres torre · a7 negres peó · b7 negres peó · c7 negres peó · e7 negres peó · f7 negres peó · g7 negres alfil · h7 negres peó · d6 negres peó · f6 negres cavall · g6 negres peó · c4 blanques peó · d4 blanques peó · e4 blanques peó · c3 blanques cavall · f3 blanques peó · a2 blanques peó · b2 blanques peó · g2 blanques peó · h2 blanques peó · a1 blanques torre · c1 blanques alfil · d1 blanques dama · e1 blanques rei · f1 blanques alfil · g1 blanques cavall · h1 blanques torre | a8 negres torre · b8 negres cavall · c8 negres alfil · d8 negres dama · e8 negres rei · h8 negres torre · a7 negres peó · b7 negres peó · c7 negres peó · e7 negres peó · f7 negres peó · g7 negres alfil · h7 negres peó · d6 negres peó · f6 negres cavall · g6 negres peó · c4 blanques peó · d4 blanques peó · e4 blanques peó · c3 blanques cavall · f3 blanques peó · a2 blanques peó · b2 blanques peó · g2 blanques peó · h2 blanques peó · a1 blanques torre · c1 blanques alfil · d1 blanques dama · e1 blanques rei · f1 blanques alfil · g1 blanques cavall · h1 blanques torre | 7 |
| 6 | a8 negres torre · b8 negres cavall · c8 negres alfil · d8 negres dama · e8 negres rei · h8 negres torre · a7 negres peó · b7 negres peó · c7 negres peó · e7 negres peó · f7 negres peó · g7 negres alfil · h7 negres peó · d6 negres peó · f6 negres cavall · g6 negres peó · c4 blanques peó · d4 blanques peó · e4 blanques peó · c3 blanques cavall · f3 blanques peó · a2 blanques peó · b2 blanques peó · g2 blanques peó · h2 blanques peó · a1 blanques torre · c1 blanques alfil · d1 blanques dama · e1 blanques rei · f1 blanques alfil · g1 blanques cavall · h1 blanques torre | a8 negres torre · b8 negres cavall · c8 negres alfil · d8 negres dama · e8 negres rei · h8 negres torre · a7 negres peó · b7 negres peó · c7 negres peó · e7 negres peó · f7 negres peó · g7 negres alfil · h7 negres peó · d6 negres peó · f6 negres cavall · g6 negres peó · c4 blanques peó · d4 blanques peó · e4 blanques peó · c3 blanques cavall · f3 blanques peó · a2 blanques peó · b2 blanques peó · g2 blanques peó · h2 blanques peó · a1 blanques torre · c1 blanques alfil · d1 blanques dama · e1 blanques rei · f1 blanques alfil · g1 blanques cavall · h1 blanques torre | a8 negres torre · b8 negres cavall · c8 negres alfil · d8 negres dama · e8 negres rei · h8 negres torre · a7 negres peó · b7 negres peó · c7 negres peó · e7 negres peó · f7 negres peó · g7 negres alfil · h7 negres peó · d6 negres peó · f6 negres cavall · g6 negres peó · c4 blanques peó · d4 blanques peó · e4 blanques peó · c3 blanques cavall · f3 blanques peó · a2 blanques peó · b2 blanques peó · g2 blanques peó · h2 blanques peó · a1 blanques torre · c1 blanques alfil · d1 blanques dama · e1 blanques rei · f1 blanques alfil · g1 blanques cavall · h1 blanques torre | a8 negres torre · b8 negres cavall · c8 negres alfil · d8 negres dama · e8 negres rei · h8 negres torre · a7 negres peó · b7 negres peó · c7 negres peó · e7 negres peó · f7 negres peó · g7 negres alfil · h7 negres peó · d6 negres peó · f6 negres cavall · g6 negres peó · c4 blanques peó · d4 blanques peó · e4 blanques peó · c3 blanques cavall · f3 blanques peó · a2 blanques peó · b2 blanques peó · g2 blanques peó · h2 blanques peó · a1 blanques torre · c1 blanques alfil · d1 blanques dama · e1 blanques rei · f1 blanques alfil · g1 blanques cavall · h1 blanques torre | a8 negres torre · b8 negres cavall · c8 negres alfil · d8 negres dama · e8 negres rei · h8 negres torre · a7 negres peó · b7 negres peó · c7 negres peó · e7 negres peó · f7 negres peó · g7 negres alfil · h7 negres peó · d6 negres peó · f6 negres cavall · g6 negres peó · c4 blanques peó · d4 blanques peó · e4 blanques peó · c3 blanques cavall · f3 blanques peó · a2 blanques peó · b2 blanques peó · g2 blanques peó · h2 blanques peó · a1 blanques torre · c1 blanques alfil · d1 blanques dama · e1 blanques rei · f1 blanques alfil · g1 blanques cavall · h1 blanques torre | a8 negres torre · b8 negres cavall · c8 negres alfil · d8 negres dama · e8 negres rei · h8 negres torre · a7 negres peó · b7 negres peó · c7 negres peó · e7 negres peó · f7 negres peó · g7 negres alfil · h7 negres peó · d6 negres peó · f6 negres cavall · g6 negres peó · c4 blanques peó · d4 blanques peó · e4 blanques peó · c3 blanques cavall · f3 blanques peó · a2 blanques peó · b2 blanques peó · g2 blanques peó · h2 blanques peó · a1 blanques torre · c1 blanques alfil · d1 blanques dama · e1 blanques rei · f1 blanques alfil · g1 blanques cavall · h1 blanques torre | a8 negres torre · b8 negres cavall · c8 negres alfil · d8 negres dama · e8 negres rei · h8 negres torre · a7 negres peó · b7 negres peó · c7 negres peó · e7 negres peó · f7 negres peó · g7 negres alfil · h7 negres peó · d6 negres peó · f6 negres cavall · g6 negres peó · c4 blanques peó · d4 blanques peó · e4 blanques peó · c3 blanques cavall · f3 blanques peó · a2 blanques peó · b2 blanques peó · g2 blanques peó · h2 blanques peó · a1 blanques torre · c1 blanques alfil · d1 blanques dama · e1 blanques rei · f1 blanques alfil · g1 blanques cavall · h1 blanques torre | a8 negres torre · b8 negres cavall · c8 negres alfil · d8 negres dama · e8 negres rei · h8 negres torre · a7 negres peó · b7 negres peó · c7 negres peó · e7 negres peó · f7 negres peó · g7 negres alfil · h7 negres peó · d6 negres peó · f6 negres cavall · g6 negres peó · c4 blanques peó · d4 blanques peó · e4 blanques peó · c3 blanques cavall · f3 blanques peó · a2 blanques peó · b2 blanques peó · g2 blanques peó · h2 blanques peó · a1 blanques torre · c1 blanques alfil · d1 blanques dama · e1 blanques rei · f1 blanques alfil · g1 blanques cavall · h1 blanques torre | 6 |
| 5 | a8 negres torre · b8 negres cavall · c8 negres alfil · d8 negres dama · e8 negres rei · h8 negres torre · a7 negres peó · b7 negres peó · c7 negres peó · e7 negres peó · f7 negres peó · g7 negres alfil · h7 negres peó · d6 negres peó · f6 negres cavall · g6 negres peó · c4 blanques peó · d4 blanques peó · e4 blanques peó · c3 blanques cavall · f3 blanques peó · a2 blanques peó · b2 blanques peó · g2 blanques peó · h2 blanques peó · a1 blanques torre · c1 blanques alfil · d1 blanques dama · e1 blanques rei · f1 blanques alfil · g1 blanques cavall · h1 blanques torre | a8 negres torre · b8 negres cavall · c8 negres alfil · d8 negres dama · e8 negres rei · h8 negres torre · a7 negres peó · b7 negres peó · c7 negres peó · e7 negres peó · f7 negres peó · g7 negres alfil · h7 negres peó · d6 negres peó · f6 negres cavall · g6 negres peó · c4 blanques peó · d4 blanques peó · e4 blanques peó · c3 blanques cavall · f3 blanques peó · a2 blanques peó · b2 blanques peó · g2 blanques peó · h2 blanques peó · a1 blanques torre · c1 blanques alfil · d1 blanques dama · e1 blanques rei · f1 blanques alfil · g1 blanques cavall · h1 blanques torre | a8 negres torre · b8 negres cavall · c8 negres alfil · d8 negres dama · e8 negres rei · h8 negres torre · a7 negres peó · b7 negres peó · c7 negres peó · e7 negres peó · f7 negres peó · g7 negres alfil · h7 negres peó · d6 negres peó · f6 negres cavall · g6 negres peó · c4 blanques peó · d4 blanques peó · e4 blanques peó · c3 blanques cavall · f3 blanques peó · a2 blanques peó · b2 blanques peó · g2 blanques peó · h2 blanques peó · a1 blanques torre · c1 blanques alfil · d1 blanques dama · e1 blanques rei · f1 blanques alfil · g1 blanques cavall · h1 blanques torre | a8 negres torre · b8 negres cavall · c8 negres alfil · d8 negres dama · e8 negres rei · h8 negres torre · a7 negres peó · b7 negres peó · c7 negres peó · e7 negres peó · f7 negres peó · g7 negres alfil · h7 negres peó · d6 negres peó · f6 negres cavall · g6 negres peó · c4 blanques peó · d4 blanques peó · e4 blanques peó · c3 blanques cavall · f3 blanques peó · a2 blanques peó · b2 blanques peó · g2 blanques peó · h2 blanques peó · a1 blanques torre · c1 blanques alfil · d1 blanques dama · e1 blanques rei · f1 blanques alfil · g1 blanques cavall · h1 blanques torre | a8 negres torre · b8 negres cavall · c8 negres alfil · d8 negres dama · e8 negres rei · h8 negres torre · a7 negres peó · b7 negres peó · c7 negres peó · e7 negres peó · f7 negres peó · g7 negres alfil · h7 negres peó · d6 negres peó · f6 negres cavall · g6 negres peó · c4 blanques peó · d4 blanques peó · e4 blanques peó · c3 blanques cavall · f3 blanques peó · a2 blanques peó · b2 blanques peó · g2 blanques peó · h2 blanques peó · a1 blanques torre · c1 blanques alfil · d1 blanques dama · e1 blanques rei · f1 blanques alfil · g1 blanques cavall · h1 blanques torre | a8 negres torre · b8 negres cavall · c8 negres alfil · d8 negres dama · e8 negres rei · h8 negres torre · a7 negres peó · b7 negres peó · c7 negres peó · e7 negres peó · f7 negres peó · g7 negres alfil · h7 negres peó · d6 negres peó · f6 negres cavall · g6 negres peó · c4 blanques peó · d4 blanques peó · e4 blanques peó · c3 blanques cavall · f3 blanques peó · a2 blanques peó · b2 blanques peó · g2 blanques peó · h2 blanques peó · a1 blanques torre · c1 blanques alfil · d1 blanques dama · e1 blanques rei · f1 blanques alfil · g1 blanques cavall · h1 blanques torre | a8 negres torre · b8 negres cavall · c8 negres alfil · d8 negres dama · e8 negres rei · h8 negres torre · a7 negres peó · b7 negres peó · c7 negres peó · e7 negres peó · f7 negres peó · g7 negres alfil · h7 negres peó · d6 negres peó · f6 negres cavall · g6 negres peó · c4 blanques peó · d4 blanques peó · e4 blanques peó · c3 blanques cavall · f3 blanques peó · a2 blanques peó · b2 blanques peó · g2 blanques peó · h2 blanques peó · a1 blanques torre · c1 blanques alfil · d1 blanques dama · e1 blanques rei · f1 blanques alfil · g1 blanques cavall · h1 blanques torre | a8 negres torre · b8 negres cavall · c8 negres alfil · d8 negres dama · e8 negres rei · h8 negres torre · a7 negres peó · b7 negres peó · c7 negres peó · e7 negres peó · f7 negres peó · g7 negres alfil · h7 negres peó · d6 negres peó · f6 negres cavall · g6 negres peó · c4 blanques peó · d4 blanques peó · e4 blanques peó · c3 blanques cavall · f3 blanques peó · a2 blanques peó · b2 blanques peó · g2 blanques peó · h2 blanques peó · a1 blanques torre · c1 blanques alfil · d1 blanques dama · e1 blanques rei · f1 blanques alfil · g1 blanques cavall · h1 blanques torre | 5 |
| 4 | a8 negres torre · b8 negres cavall · c8 negres alfil · d8 negres dama · e8 negres rei · h8 negres torre · a7 negres peó · b7 negres peó · c7 negres peó · e7 negres peó · f7 negres peó · g7 negres alfil · h7 negres peó · d6 negres peó · f6 negres cavall · g6 negres peó · c4 blanques peó · d4 blanques peó · e4 blanques peó · c3 blanques cavall · f3 blanques peó · a2 blanques peó · b2 blanques peó · g2 blanques peó · h2 blanques peó · a1 blanques torre · c1 blanques alfil · d1 blanques dama · e1 blanques rei · f1 blanques alfil · g1 blanques cavall · h1 blanques torre | a8 negres torre · b8 negres cavall · c8 negres alfil · d8 negres dama · e8 negres rei · h8 negres torre · a7 negres peó · b7 negres peó · c7 negres peó · e7 negres peó · f7 negres peó · g7 negres alfil · h7 negres peó · d6 negres peó · f6 negres cavall · g6 negres peó · c4 blanques peó · d4 blanques peó · e4 blanques peó · c3 blanques cavall · f3 blanques peó · a2 blanques peó · b2 blanques peó · g2 blanques peó · h2 blanques peó · a1 blanques torre · c1 blanques alfil · d1 blanques dama · e1 blanques rei · f1 blanques alfil · g1 blanques cavall · h1 blanques torre | a8 negres torre · b8 negres cavall · c8 negres alfil · d8 negres dama · e8 negres rei · h8 negres torre · a7 negres peó · b7 negres peó · c7 negres peó · e7 negres peó · f7 negres peó · g7 negres alfil · h7 negres peó · d6 negres peó · f6 negres cavall · g6 negres peó · c4 blanques peó · d4 blanques peó · e4 blanques peó · c3 blanques cavall · f3 blanques peó · a2 blanques peó · b2 blanques peó · g2 blanques peó · h2 blanques peó · a1 blanques torre · c1 blanques alfil · d1 blanques dama · e1 blanques rei · f1 blanques alfil · g1 blanques cavall · h1 blanques torre | a8 negres torre · b8 negres cavall · c8 negres alfil · d8 negres dama · e8 negres rei · h8 negres torre · a7 negres peó · b7 negres peó · c7 negres peó · e7 negres peó · f7 negres peó · g7 negres alfil · h7 negres peó · d6 negres peó · f6 negres cavall · g6 negres peó · c4 blanques peó · d4 blanques peó · e4 blanques peó · c3 blanques cavall · f3 blanques peó · a2 blanques peó · b2 blanques peó · g2 blanques peó · h2 blanques peó · a1 blanques torre · c1 blanques alfil · d1 blanques dama · e1 blanques rei · f1 blanques alfil · g1 blanques cavall · h1 blanques torre | a8 negres torre · b8 negres cavall · c8 negres alfil · d8 negres dama · e8 negres rei · h8 negres torre · a7 negres peó · b7 negres peó · c7 negres peó · e7 negres peó · f7 negres peó · g7 negres alfil · h7 negres peó · d6 negres peó · f6 negres cavall · g6 negres peó · c4 blanques peó · d4 blanques peó · e4 blanques peó · c3 blanques cavall · f3 blanques peó · a2 blanques peó · b2 blanques peó · g2 blanques peó · h2 blanques peó · a1 blanques torre · c1 blanques alfil · d1 blanques dama · e1 blanques rei · f1 blanques alfil · g1 blanques cavall · h1 blanques torre | a8 negres torre · b8 negres cavall · c8 negres alfil · d8 negres dama · e8 negres rei · h8 negres torre · a7 negres peó · b7 negres peó · c7 negres peó · e7 negres peó · f7 negres peó · g7 negres alfil · h7 negres peó · d6 negres peó · f6 negres cavall · g6 negres peó · c4 blanques peó · d4 blanques peó · e4 blanques peó · c3 blanques cavall · f3 blanques peó · a2 blanques peó · b2 blanques peó · g2 blanques peó · h2 blanques peó · a1 blanques torre · c1 blanques alfil · d1 blanques dama · e1 blanques rei · f1 blanques alfil · g1 blanques cavall · h1 blanques torre | a8 negres torre · b8 negres cavall · c8 negres alfil · d8 negres dama · e8 negres rei · h8 negres torre · a7 negres peó · b7 negres peó · c7 negres peó · e7 negres peó · f7 negres peó · g7 negres alfil · h7 negres peó · d6 negres peó · f6 negres cavall · g6 negres peó · c4 blanques peó · d4 blanques peó · e4 blanques peó · c3 blanques cavall · f3 blanques peó · a2 blanques peó · b2 blanques peó · g2 blanques peó · h2 blanques peó · a1 blanques torre · c1 blanques alfil · d1 blanques dama · e1 blanques rei · f1 blanques alfil · g1 blanques cavall · h1 blanques torre | a8 negres torre · b8 negres cavall · c8 negres alfil · d8 negres dama · e8 negres rei · h8 negres torre · a7 negres peó · b7 negres peó · c7 negres peó · e7 negres peó · f7 negres peó · g7 negres alfil · h7 negres peó · d6 negres peó · f6 negres cavall · g6 negres peó · c4 blanques peó · d4 blanques peó · e4 blanques peó · c3 blanques cavall · f3 blanques peó · a2 blanques peó · b2 blanques peó · g2 blanques peó · h2 blanques peó · a1 blanques torre · c1 blanques alfil · d1 blanques dama · e1 blanques rei · f1 blanques alfil · g1 blanques cavall · h1 blanques torre | 4 |
| 3 | a8 negres torre · b8 negres cavall · c8 negres alfil · d8 negres dama · e8 negres rei · h8 negres torre · a7 negres peó · b7 negres peó · c7 negres peó · e7 negres peó · f7 negres peó · g7 negres alfil · h7 negres peó · d6 negres peó · f6 negres cavall · g6 negres peó · c4 blanques peó · d4 blanques peó · e4 blanques peó · c3 blanques cavall · f3 blanques peó · a2 blanques peó · b2 blanques peó · g2 blanques peó · h2 blanques peó · a1 blanques torre · c1 blanques alfil · d1 blanques dama · e1 blanques rei · f1 blanques alfil · g1 blanques cavall · h1 blanques torre | a8 negres torre · b8 negres cavall · c8 negres alfil · d8 negres dama · e8 negres rei · h8 negres torre · a7 negres peó · b7 negres peó · c7 negres peó · e7 negres peó · f7 negres peó · g7 negres alfil · h7 negres peó · d6 negres peó · f6 negres cavall · g6 negres peó · c4 blanques peó · d4 blanques peó · e4 blanques peó · c3 blanques cavall · f3 blanques peó · a2 blanques peó · b2 blanques peó · g2 blanques peó · h2 blanques peó · a1 blanques torre · c1 blanques alfil · d1 blanques dama · e1 blanques rei · f1 blanques alfil · g1 blanques cavall · h1 blanques torre | a8 negres torre · b8 negres cavall · c8 negres alfil · d8 negres dama · e8 negres rei · h8 negres torre · a7 negres peó · b7 negres peó · c7 negres peó · e7 negres peó · f7 negres peó · g7 negres alfil · h7 negres peó · d6 negres peó · f6 negres cavall · g6 negres peó · c4 blanques peó · d4 blanques peó · e4 blanques peó · c3 blanques cavall · f3 blanques peó · a2 blanques peó · b2 blanques peó · g2 blanques peó · h2 blanques peó · a1 blanques torre · c1 blanques alfil · d1 blanques dama · e1 blanques rei · f1 blanques alfil · g1 blanques cavall · h1 blanques torre | a8 negres torre · b8 negres cavall · c8 negres alfil · d8 negres dama · e8 negres rei · h8 negres torre · a7 negres peó · b7 negres peó · c7 negres peó · e7 negres peó · f7 negres peó · g7 negres alfil · h7 negres peó · d6 negres peó · f6 negres cavall · g6 negres peó · c4 blanques peó · d4 blanques peó · e4 blanques peó · c3 blanques cavall · f3 blanques peó · a2 blanques peó · b2 blanques peó · g2 blanques peó · h2 blanques peó · a1 blanques torre · c1 blanques alfil · d1 blanques dama · e1 blanques rei · f1 blanques alfil · g1 blanques cavall · h1 blanques torre | a8 negres torre · b8 negres cavall · c8 negres alfil · d8 negres dama · e8 negres rei · h8 negres torre · a7 negres peó · b7 negres peó · c7 negres peó · e7 negres peó · f7 negres peó · g7 negres alfil · h7 negres peó · d6 negres peó · f6 negres cavall · g6 negres peó · c4 blanques peó · d4 blanques peó · e4 blanques peó · c3 blanques cavall · f3 blanques peó · a2 blanques peó · b2 blanques peó · g2 blanques peó · h2 blanques peó · a1 blanques torre · c1 blanques alfil · d1 blanques dama · e1 blanques rei · f1 blanques alfil · g1 blanques cavall · h1 blanques torre | a8 negres torre · b8 negres cavall · c8 negres alfil · d8 negres dama · e8 negres rei · h8 negres torre · a7 negres peó · b7 negres peó · c7 negres peó · e7 negres peó · f7 negres peó · g7 negres alfil · h7 negres peó · d6 negres peó · f6 negres cavall · g6 negres peó · c4 blanques peó · d4 blanques peó · e4 blanques peó · c3 blanques cavall · f3 blanques peó · a2 blanques peó · b2 blanques peó · g2 blanques peó · h2 blanques peó · a1 blanques torre · c1 blanques alfil · d1 blanques dama · e1 blanques rei · f1 blanques alfil · g1 blanques cavall · h1 blanques torre | a8 negres torre · b8 negres cavall · c8 negres alfil · d8 negres dama · e8 negres rei · h8 negres torre · a7 negres peó · b7 negres peó · c7 negres peó · e7 negres peó · f7 negres peó · g7 negres alfil · h7 negres peó · d6 negres peó · f6 negres cavall · g6 negres peó · c4 blanques peó · d4 blanques peó · e4 blanques peó · c3 blanques cavall · f3 blanques peó · a2 blanques peó · b2 blanques peó · g2 blanques peó · h2 blanques peó · a1 blanques torre · c1 blanques alfil · d1 blanques dama · e1 blanques rei · f1 blanques alfil · g1 blanques cavall · h1 blanques torre | a8 negres torre · b8 negres cavall · c8 negres alfil · d8 negres dama · e8 negres rei · h8 negres torre · a7 negres peó · b7 negres peó · c7 negres peó · e7 negres peó · f7 negres peó · g7 negres alfil · h7 negres peó · d6 negres peó · f6 negres cavall · g6 negres peó · c4 blanques peó · d4 blanques peó · e4 blanques peó · c3 blanques cavall · f3 blanques peó · a2 blanques peó · b2 blanques peó · g2 blanques peó · h2 blanques peó · a1 blanques torre · c1 blanques alfil · d1 blanques dama · e1 blanques rei · f1 blanques alfil · g1 blanques cavall · h1 blanques torre | 3 |
| 2 | a8 negres torre · b8 negres cavall · c8 negres alfil · d8 negres dama · e8 negres rei · h8 negres torre · a7 negres peó · b7 negres peó · c7 negres peó · e7 negres peó · f7 negres peó · g7 negres alfil · h7 negres peó · d6 negres peó · f6 negres cavall · g6 negres peó · c4 blanques peó · d4 blanques peó · e4 blanques peó · c3 blanques cavall · f3 blanques peó · a2 blanques peó · b2 blanques peó · g2 blanques peó · h2 blanques peó · a1 blanques torre · c1 blanques alfil · d1 blanques dama · e1 blanques rei · f1 blanques alfil · g1 blanques cavall · h1 blanques torre | a8 negres torre · b8 negres cavall · c8 negres alfil · d8 negres dama · e8 negres rei · h8 negres torre · a7 negres peó · b7 negres peó · c7 negres peó · e7 negres peó · f7 negres peó · g7 negres alfil · h7 negres peó · d6 negres peó · f6 negres cavall · g6 negres peó · c4 blanques peó · d4 blanques peó · e4 blanques peó · c3 blanques cavall · f3 blanques peó · a2 blanques peó · b2 blanques peó · g2 blanques peó · h2 blanques peó · a1 blanques torre · c1 blanques alfil · d1 blanques dama · e1 blanques rei · f1 blanques alfil · g1 blanques cavall · h1 blanques torre | a8 negres torre · b8 negres cavall · c8 negres alfil · d8 negres dama · e8 negres rei · h8 negres torre · a7 negres peó · b7 negres peó · c7 negres peó · e7 negres peó · f7 negres peó · g7 negres alfil · h7 negres peó · d6 negres peó · f6 negres cavall · g6 negres peó · c4 blanques peó · d4 blanques peó · e4 blanques peó · c3 blanques cavall · f3 blanques peó · a2 blanques peó · b2 blanques peó · g2 blanques peó · h2 blanques peó · a1 blanques torre · c1 blanques alfil · d1 blanques dama · e1 blanques rei · f1 blanques alfil · g1 blanques cavall · h1 blanques torre | a8 negres torre · b8 negres cavall · c8 negres alfil · d8 negres dama · e8 negres rei · h8 negres torre · a7 negres peó · b7 negres peó · c7 negres peó · e7 negres peó · f7 negres peó · g7 negres alfil · h7 negres peó · d6 negres peó · f6 negres cavall · g6 negres peó · c4 blanques peó · d4 blanques peó · e4 blanques peó · c3 blanques cavall · f3 blanques peó · a2 blanques peó · b2 blanques peó · g2 blanques peó · h2 blanques peó · a1 blanques torre · c1 blanques alfil · d1 blanques dama · e1 blanques rei · f1 blanques alfil · g1 blanques cavall · h1 blanques torre | a8 negres torre · b8 negres cavall · c8 negres alfil · d8 negres dama · e8 negres rei · h8 negres torre · a7 negres peó · b7 negres peó · c7 negres peó · e7 negres peó · f7 negres peó · g7 negres alfil · h7 negres peó · d6 negres peó · f6 negres cavall · g6 negres peó · c4 blanques peó · d4 blanques peó · e4 blanques peó · c3 blanques cavall · f3 blanques peó · a2 blanques peó · b2 blanques peó · g2 blanques peó · h2 blanques peó · a1 blanques torre · c1 blanques alfil · d1 blanques dama · e1 blanques rei · f1 blanques alfil · g1 blanques cavall · h1 blanques torre | a8 negres torre · b8 negres cavall · c8 negres alfil · d8 negres dama · e8 negres rei · h8 negres torre · a7 negres peó · b7 negres peó · c7 negres peó · e7 negres peó · f7 negres peó · g7 negres alfil · h7 negres peó · d6 negres peó · f6 negres cavall · g6 negres peó · c4 blanques peó · d4 blanques peó · e4 blanques peó · c3 blanques cavall · f3 blanques peó · a2 blanques peó · b2 blanques peó · g2 blanques peó · h2 blanques peó · a1 blanques torre · c1 blanques alfil · d1 blanques dama · e1 blanques rei · f1 blanques alfil · g1 blanques cavall · h1 blanques torre | a8 negres torre · b8 negres cavall · c8 negres alfil · d8 negres dama · e8 negres rei · h8 negres torre · a7 negres peó · b7 negres peó · c7 negres peó · e7 negres peó · f7 negres peó · g7 negres alfil · h7 negres peó · d6 negres peó · f6 negres cavall · g6 negres peó · c4 blanques peó · d4 blanques peó · e4 blanques peó · c3 blanques cavall · f3 blanques peó · a2 blanques peó · b2 blanques peó · g2 blanques peó · h2 blanques peó · a1 blanques torre · c1 blanques alfil · d1 blanques dama · e1 blanques rei · f1 blanques alfil · g1 blanques cavall · h1 blanques torre | a8 negres torre · b8 negres cavall · c8 negres alfil · d8 negres dama · e8 negres rei · h8 negres torre · a7 negres peó · b7 negres peó · c7 negres peó · e7 negres peó · f7 negres peó · g7 negres alfil · h7 negres peó · d6 negres peó · f6 negres cavall · g6 negres peó · c4 blanques peó · d4 blanques peó · e4 blanques peó · c3 blanques cavall · f3 blanques peó · a2 blanques peó · b2 blanques peó · g2 blanques peó · h2 blanques peó · a1 blanques torre · c1 blanques alfil · d1 blanques dama · e1 blanques rei · f1 blanques alfil · g1 blanques cavall · h1 blanques torre | 2 |
| 1 | a8 negres torre · b8 negres cavall · c8 negres alfil · d8 negres dama · e8 negres rei · h8 negres torre · a7 negres peó · b7 negres peó · c7 negres peó · e7 negres peó · f7 negres peó · g7 negres alfil · h7 negres peó · d6 negres peó · f6 negres cavall · g6 negres peó · c4 blanques peó · d4 blanques peó · e4 blanques peó · c3 blanques cavall · f3 blanques peó · a2 blanques peó · b2 blanques peó · g2 blanques peó · h2 blanques peó · a1 blanques torre · c1 blanques alfil · d1 blanques dama · e1 blanques rei · f1 blanques alfil · g1 blanques cavall · h1 blanques torre | a8 negres torre · b8 negres cavall · c8 negres alfil · d8 negres dama · e8 negres rei · h8 negres torre · a7 negres peó · b7 negres peó · c7 negres peó · e7 negres peó · f7 negres peó · g7 negres alfil · h7 negres peó · d6 negres peó · f6 negres cavall · g6 negres peó · c4 blanques peó · d4 blanques peó · e4 blanques peó · c3 blanques cavall · f3 blanques peó · a2 blanques peó · b2 blanques peó · g2 blanques peó · h2 blanques peó · a1 blanques torre · c1 blanques alfil · d1 blanques dama · e1 blanques rei · f1 blanques alfil · g1 blanques cavall · h1 blanques torre | a8 negres torre · b8 negres cavall · c8 negres alfil · d8 negres dama · e8 negres rei · h8 negres torre · a7 negres peó · b7 negres peó · c7 negres peó · e7 negres peó · f7 negres peó · g7 negres alfil · h7 negres peó · d6 negres peó · f6 negres cavall · g6 negres peó · c4 blanques peó · d4 blanques peó · e4 blanques peó · c3 blanques cavall · f3 blanques peó · a2 blanques peó · b2 blanques peó · g2 blanques peó · h2 blanques peó · a1 blanques torre · c1 blanques alfil · d1 blanques dama · e1 blanques rei · f1 blanques alfil · g1 blanques cavall · h1 blanques torre | a8 negres torre · b8 negres cavall · c8 negres alfil · d8 negres dama · e8 negres rei · h8 negres torre · a7 negres peó · b7 negres peó · c7 negres peó · e7 negres peó · f7 negres peó · g7 negres alfil · h7 negres peó · d6 negres peó · f6 negres cavall · g6 negres peó · c4 blanques peó · d4 blanques peó · e4 blanques peó · c3 blanques cavall · f3 blanques peó · a2 blanques peó · b2 blanques peó · g2 blanques peó · h2 blanques peó · a1 blanques torre · c1 blanques alfil · d1 blanques dama · e1 blanques rei · f1 blanques alfil · g1 blanques cavall · h1 blanques torre | a8 negres torre · b8 negres cavall · c8 negres alfil · d8 negres dama · e8 negres rei · h8 negres torre · a7 negres peó · b7 negres peó · c7 negres peó · e7 negres peó · f7 negres peó · g7 negres alfil · h7 negres peó · d6 negres peó · f6 negres cavall · g6 negres peó · c4 blanques peó · d4 blanques peó · e4 blanques peó · c3 blanques cavall · f3 blanques peó · a2 blanques peó · b2 blanques peó · g2 blanques peó · h2 blanques peó · a1 blanques torre · c1 blanques alfil · d1 blanques dama · e1 blanques rei · f1 blanques alfil · g1 blanques cavall · h1 blanques torre | a8 negres torre · b8 negres cavall · c8 negres alfil · d8 negres dama · e8 negres rei · h8 negres torre · a7 negres peó · b7 negres peó · c7 negres peó · e7 negres peó · f7 negres peó · g7 negres alfil · h7 negres peó · d6 negres peó · f6 negres cavall · g6 negres peó · c4 blanques peó · d4 blanques peó · e4 blanques peó · c3 blanques cavall · f3 blanques peó · a2 blanques peó · b2 blanques peó · g2 blanques peó · h2 blanques peó · a1 blanques torre · c1 blanques alfil · d1 blanques dama · e1 blanques rei · f1 blanques alfil · g1 blanques cavall · h1 blanques torre | a8 negres torre · b8 negres cavall · c8 negres alfil · d8 negres dama · e8 negres rei · h8 negres torre · a7 negres peó · b7 negres peó · c7 negres peó · e7 negres peó · f7 negres peó · g7 negres alfil · h7 negres peó · d6 negres peó · f6 negres cavall · g6 negres peó · c4 blanques peó · d4 blanques peó · e4 blanques peó · c3 blanques cavall · f3 blanques peó · a2 blanques peó · b2 blanques peó · g2 blanques peó · h2 blanques peó · a1 blanques torre · c1 blanques alfil · d1 blanques dama · e1 blanques rei · f1 blanques alfil · g1 blanques cavall · h1 blanques torre | a8 negres torre · b8 negres cavall · c8 negres alfil · d8 negres dama · e8 negres rei · h8 negres torre · a7 negres peó · b7 negres peó · c7 negres peó · e7 negres peó · f7 negres peó · g7 negres alfil · h7 negres peó · d6 negres peó · f6 negres cavall · g6 negres peó · c4 blanques peó · d4 blanques peó · e4 blanques peó · c3 blanques cavall · f3 blanques peó · a2 blanques peó · b2 blanques peó · g2 blanques peó · h2 blanques peó · a1 blanques torre · c1 blanques alfil · d1 blanques dama · e1 blanques rei · f1 blanques alfil · g1 blanques cavall · h1 blanques torre | 1 |
|   | a | b | c | d | e | f | g | h |   |

|   | a | b | c | d | e | f | g | h |   |
| 8 | a8 negres torre · b8 negres cavall · c8 negres alfil · d8 negres dama · e8 negres rei · h8 negres torre · a7 negres peó · b7 negres peó · c7 negres peó · d7 negres peó · f7 negres peó · g7 negres peó · h7 negres peó · e6 negres peó · f6 negres cavall · b4 negres alfil · c4 blanques peó · d4 blanques peó · a3 blanques peó · c3 blanques cavall · b2 blanques peó · e2 blanques peó · f2 blanques peó · g2 blanques peó · h2 blanques peó · a1 blanques torre · c1 blanques alfil · d1 blanques dama · e1 blanques rei · f1 blanques alfil · g1 blanques cavall · h1 blanques torre | a8 negres torre · b8 negres cavall · c8 negres alfil · d8 negres dama · e8 negres rei · h8 negres torre · a7 negres peó · b7 negres peó · c7 negres peó · d7 negres peó · f7 negres peó · g7 negres peó · h7 negres peó · e6 negres peó · f6 negres cavall · b4 negres alfil · c4 blanques peó · d4 blanques peó · a3 blanques peó · c3 blanques cavall · b2 blanques peó · e2 blanques peó · f2 blanques peó · g2 blanques peó · h2 blanques peó · a1 blanques torre · c1 blanques alfil · d1 blanques dama · e1 blanques rei · f1 blanques alfil · g1 blanques cavall · h1 blanques torre | a8 negres torre · b8 negres cavall · c8 negres alfil · d8 negres dama · e8 negres rei · h8 negres torre · a7 negres peó · b7 negres peó · c7 negres peó · d7 negres peó · f7 negres peó · g7 negres peó · h7 negres peó · e6 negres peó · f6 negres cavall · b4 negres alfil · c4 blanques peó · d4 blanques peó · a3 blanques peó · c3 blanques cavall · b2 blanques peó · e2 blanques peó · f2 blanques peó · g2 blanques peó · h2 blanques peó · a1 blanques torre · c1 blanques alfil · d1 blanques dama · e1 blanques rei · f1 blanques alfil · g1 blanques cavall · h1 blanques torre | a8 negres torre · b8 negres cavall · c8 negres alfil · d8 negres dama · e8 negres rei · h8 negres torre · a7 negres peó · b7 negres peó · c7 negres peó · d7 negres peó · f7 negres peó · g7 negres peó · h7 negres peó · e6 negres peó · f6 negres cavall · b4 negres alfil · c4 blanques peó · d4 blanques peó · a3 blanques peó · c3 blanques cavall · b2 blanques peó · e2 blanques peó · f2 blanques peó · g2 blanques peó · h2 blanques peó · a1 blanques torre · c1 blanques alfil · d1 blanques dama · e1 blanques rei · f1 blanques alfil · g1 blanques cavall · h1 blanques torre | a8 negres torre · b8 negres cavall · c8 negres alfil · d8 negres dama · e8 negres rei · h8 negres torre · a7 negres peó · b7 negres peó · c7 negres peó · d7 negres peó · f7 negres peó · g7 negres peó · h7 negres peó · e6 negres peó · f6 negres cavall · b4 negres alfil · c4 blanques peó · d4 blanques peó · a3 blanques peó · c3 blanques cavall · b2 blanques peó · e2 blanques peó · f2 blanques peó · g2 blanques peó · h2 blanques peó · a1 blanques torre · c1 blanques alfil · d1 blanques dama · e1 blanques rei · f1 blanques alfil · g1 blanques cavall · h1 blanques torre | a8 negres torre · b8 negres cavall · c8 negres alfil · d8 negres dama · e8 negres rei · h8 negres torre · a7 negres peó · b7 negres peó · c7 negres peó · d7 negres peó · f7 negres peó · g7 negres peó · h7 negres peó · e6 negres peó · f6 negres cavall · b4 negres alfil · c4 blanques peó · d4 blanques peó · a3 blanques peó · c3 blanques cavall · b2 blanques peó · e2 blanques peó · f2 blanques peó · g2 blanques peó · h2 blanques peó · a1 blanques torre · c1 blanques alfil · d1 blanques dama · e1 blanques rei · f1 blanques alfil · g1 blanques cavall · h1 blanques torre | a8 negres torre · b8 negres cavall · c8 negres alfil · d8 negres dama · e8 negres rei · h8 negres torre · a7 negres peó · b7 negres peó · c7 negres peó · d7 negres peó · f7 negres peó · g7 negres peó · h7 negres peó · e6 negres peó · f6 negres cavall · b4 negres alfil · c4 blanques peó · d4 blanques peó · a3 blanques peó · c3 blanques cavall · b2 blanques peó · e2 blanques peó · f2 blanques peó · g2 blanques peó · h2 blanques peó · a1 blanques torre · c1 blanques alfil · d1 blanques dama · e1 blanques rei · f1 blanques alfil · g1 blanques cavall · h1 blanques torre | a8 negres torre · b8 negres cavall · c8 negres alfil · d8 negres dama · e8 negres rei · h8 negres torre · a7 negres peó · b7 negres peó · c7 negres peó · d7 negres peó · f7 negres peó · g7 negres peó · h7 negres peó · e6 negres peó · f6 negres cavall · b4 negres alfil · c4 blanques peó · d4 blanques peó · a3 blanques peó · c3 blanques cavall · b2 blanques peó · e2 blanques peó · f2 blanques peó · g2 blanques peó · h2 blanques peó · a1 blanques torre · c1 blanques alfil · d1 blanques dama · e1 blanques rei · f1 blanques alfil · g1 blanques cavall · h1 blanques torre | 8 |
| 7 | a8 negres torre · b8 negres cavall · c8 negres alfil · d8 negres dama · e8 negres rei · h8 negres torre · a7 negres peó · b7 negres peó · c7 negres peó · d7 negres peó · f7 negres peó · g7 negres peó · h7 negres peó · e6 negres peó · f6 negres cavall · b4 negres alfil · c4 blanques peó · d4 blanques peó · a3 blanques peó · c3 blanques cavall · b2 blanques peó · e2 blanques peó · f2 blanques peó · g2 blanques peó · h2 blanques peó · a1 blanques torre · c1 blanques alfil · d1 blanques dama · e1 blanques rei · f1 blanques alfil · g1 blanques cavall · h1 blanques torre | a8 negres torre · b8 negres cavall · c8 negres alfil · d8 negres dama · e8 negres rei · h8 negres torre · a7 negres peó · b7 negres peó · c7 negres peó · d7 negres peó · f7 negres peó · g7 negres peó · h7 negres peó · e6 negres peó · f6 negres cavall · b4 negres alfil · c4 blanques peó · d4 blanques peó · a3 blanques peó · c3 blanques cavall · b2 blanques peó · e2 blanques peó · f2 blanques peó · g2 blanques peó · h2 blanques peó · a1 blanques torre · c1 blanques alfil · d1 blanques dama · e1 blanques rei · f1 blanques alfil · g1 blanques cavall · h1 blanques torre | a8 negres torre · b8 negres cavall · c8 negres alfil · d8 negres dama · e8 negres rei · h8 negres torre · a7 negres peó · b7 negres peó · c7 negres peó · d7 negres peó · f7 negres peó · g7 negres peó · h7 negres peó · e6 negres peó · f6 negres cavall · b4 negres alfil · c4 blanques peó · d4 blanques peó · a3 blanques peó · c3 blanques cavall · b2 blanques peó · e2 blanques peó · f2 blanques peó · g2 blanques peó · h2 blanques peó · a1 blanques torre · c1 blanques alfil · d1 blanques dama · e1 blanques rei · f1 blanques alfil · g1 blanques cavall · h1 blanques torre | a8 negres torre · b8 negres cavall · c8 negres alfil · d8 negres dama · e8 negres rei · h8 negres torre · a7 negres peó · b7 negres peó · c7 negres peó · d7 negres peó · f7 negres peó · g7 negres peó · h7 negres peó · e6 negres peó · f6 negres cavall · b4 negres alfil · c4 blanques peó · d4 blanques peó · a3 blanques peó · c3 blanques cavall · b2 blanques peó · e2 blanques peó · f2 blanques peó · g2 blanques peó · h2 blanques peó · a1 blanques torre · c1 blanques alfil · d1 blanques dama · e1 blanques rei · f1 blanques alfil · g1 blanques cavall · h1 blanques torre | a8 negres torre · b8 negres cavall · c8 negres alfil · d8 negres dama · e8 negres rei · h8 negres torre · a7 negres peó · b7 negres peó · c7 negres peó · d7 negres peó · f7 negres peó · g7 negres peó · h7 negres peó · e6 negres peó · f6 negres cavall · b4 negres alfil · c4 blanques peó · d4 blanques peó · a3 blanques peó · c3 blanques cavall · b2 blanques peó · e2 blanques peó · f2 blanques peó · g2 blanques peó · h2 blanques peó · a1 blanques torre · c1 blanques alfil · d1 blanques dama · e1 blanques rei · f1 blanques alfil · g1 blanques cavall · h1 blanques torre | a8 negres torre · b8 negres cavall · c8 negres alfil · d8 negres dama · e8 negres rei · h8 negres torre · a7 negres peó · b7 negres peó · c7 negres peó · d7 negres peó · f7 negres peó · g7 negres peó · h7 negres peó · e6 negres peó · f6 negres cavall · b4 negres alfil · c4 blanques peó · d4 blanques peó · a3 blanques peó · c3 blanques cavall · b2 blanques peó · e2 blanques peó · f2 blanques peó · g2 blanques peó · h2 blanques peó · a1 blanques torre · c1 blanques alfil · d1 blanques dama · e1 blanques rei · f1 blanques alfil · g1 blanques cavall · h1 blanques torre | a8 negres torre · b8 negres cavall · c8 negres alfil · d8 negres dama · e8 negres rei · h8 negres torre · a7 negres peó · b7 negres peó · c7 negres peó · d7 negres peó · f7 negres peó · g7 negres peó · h7 negres peó · e6 negres peó · f6 negres cavall · b4 negres alfil · c4 blanques peó · d4 blanques peó · a3 blanques peó · c3 blanques cavall · b2 blanques peó · e2 blanques peó · f2 blanques peó · g2 blanques peó · h2 blanques peó · a1 blanques torre · c1 blanques alfil · d1 blanques dama · e1 blanques rei · f1 blanques alfil · g1 blanques cavall · h1 blanques torre | a8 negres torre · b8 negres cavall · c8 negres alfil · d8 negres dama · e8 negres rei · h8 negres torre · a7 negres peó · b7 negres peó · c7 negres peó · d7 negres peó · f7 negres peó · g7 negres peó · h7 negres peó · e6 negres peó · f6 negres cavall · b4 negres alfil · c4 blanques peó · d4 blanques peó · a3 blanques peó · c3 blanques cavall · b2 blanques peó · e2 blanques peó · f2 blanques peó · g2 blanques peó · h2 blanques peó · a1 blanques torre · c1 blanques alfil · d1 blanques dama · e1 blanques rei · f1 blanques alfil · g1 blanques cavall · h1 blanques torre | 7 |
| 6 | a8 negres torre · b8 negres cavall · c8 negres alfil · d8 negres dama · e8 negres rei · h8 negres torre · a7 negres peó · b7 negres peó · c7 negres peó · d7 negres peó · f7 negres peó · g7 negres peó · h7 negres peó · e6 negres peó · f6 negres cavall · b4 negres alfil · c4 blanques peó · d4 blanques peó · a3 blanques peó · c3 blanques cavall · b2 blanques peó · e2 blanques peó · f2 blanques peó · g2 blanques peó · h2 blanques peó · a1 blanques torre · c1 blanques alfil · d1 blanques dama · e1 blanques rei · f1 blanques alfil · g1 blanques cavall · h1 blanques torre | a8 negres torre · b8 negres cavall · c8 negres alfil · d8 negres dama · e8 negres rei · h8 negres torre · a7 negres peó · b7 negres peó · c7 negres peó · d7 negres peó · f7 negres peó · g7 negres peó · h7 negres peó · e6 negres peó · f6 negres cavall · b4 negres alfil · c4 blanques peó · d4 blanques peó · a3 blanques peó · c3 blanques cavall · b2 blanques peó · e2 blanques peó · f2 blanques peó · g2 blanques peó · h2 blanques peó · a1 blanques torre · c1 blanques alfil · d1 blanques dama · e1 blanques rei · f1 blanques alfil · g1 blanques cavall · h1 blanques torre | a8 negres torre · b8 negres cavall · c8 negres alfil · d8 negres dama · e8 negres rei · h8 negres torre · a7 negres peó · b7 negres peó · c7 negres peó · d7 negres peó · f7 negres peó · g7 negres peó · h7 negres peó · e6 negres peó · f6 negres cavall · b4 negres alfil · c4 blanques peó · d4 blanques peó · a3 blanques peó · c3 blanques cavall · b2 blanques peó · e2 blanques peó · f2 blanques peó · g2 blanques peó · h2 blanques peó · a1 blanques torre · c1 blanques alfil · d1 blanques dama · e1 blanques rei · f1 blanques alfil · g1 blanques cavall · h1 blanques torre | a8 negres torre · b8 negres cavall · c8 negres alfil · d8 negres dama · e8 negres rei · h8 negres torre · a7 negres peó · b7 negres peó · c7 negres peó · d7 negres peó · f7 negres peó · g7 negres peó · h7 negres peó · e6 negres peó · f6 negres cavall · b4 negres alfil · c4 blanques peó · d4 blanques peó · a3 blanques peó · c3 blanques cavall · b2 blanques peó · e2 blanques peó · f2 blanques peó · g2 blanques peó · h2 blanques peó · a1 blanques torre · c1 blanques alfil · d1 blanques dama · e1 blanques rei · f1 blanques alfil · g1 blanques cavall · h1 blanques torre | a8 negres torre · b8 negres cavall · c8 negres alfil · d8 negres dama · e8 negres rei · h8 negres torre · a7 negres peó · b7 negres peó · c7 negres peó · d7 negres peó · f7 negres peó · g7 negres peó · h7 negres peó · e6 negres peó · f6 negres cavall · b4 negres alfil · c4 blanques peó · d4 blanques peó · a3 blanques peó · c3 blanques cavall · b2 blanques peó · e2 blanques peó · f2 blanques peó · g2 blanques peó · h2 blanques peó · a1 blanques torre · c1 blanques alfil · d1 blanques dama · e1 blanques rei · f1 blanques alfil · g1 blanques cavall · h1 blanques torre | a8 negres torre · b8 negres cavall · c8 negres alfil · d8 negres dama · e8 negres rei · h8 negres torre · a7 negres peó · b7 negres peó · c7 negres peó · d7 negres peó · f7 negres peó · g7 negres peó · h7 negres peó · e6 negres peó · f6 negres cavall · b4 negres alfil · c4 blanques peó · d4 blanques peó · a3 blanques peó · c3 blanques cavall · b2 blanques peó · e2 blanques peó · f2 blanques peó · g2 blanques peó · h2 blanques peó · a1 blanques torre · c1 blanques alfil · d1 blanques dama · e1 blanques rei · f1 blanques alfil · g1 blanques cavall · h1 blanques torre | a8 negres torre · b8 negres cavall · c8 negres alfil · d8 negres dama · e8 negres rei · h8 negres torre · a7 negres peó · b7 negres peó · c7 negres peó · d7 negres peó · f7 negres peó · g7 negres peó · h7 negres peó · e6 negres peó · f6 negres cavall · b4 negres alfil · c4 blanques peó · d4 blanques peó · a3 blanques peó · c3 blanques cavall · b2 blanques peó · e2 blanques peó · f2 blanques peó · g2 blanques peó · h2 blanques peó · a1 blanques torre · c1 blanques alfil · d1 blanques dama · e1 blanques rei · f1 blanques alfil · g1 blanques cavall · h1 blanques torre | a8 negres torre · b8 negres cavall · c8 negres alfil · d8 negres dama · e8 negres rei · h8 negres torre · a7 negres peó · b7 negres peó · c7 negres peó · d7 negres peó · f7 negres peó · g7 negres peó · h7 negres peó · e6 negres peó · f6 negres cavall · b4 negres alfil · c4 blanques peó · d4 blanques peó · a3 blanques peó · c3 blanques cavall · b2 blanques peó · e2 blanques peó · f2 blanques peó · g2 blanques peó · h2 blanques peó · a1 blanques torre · c1 blanques alfil · d1 blanques dama · e1 blanques rei · f1 blanques alfil · g1 blanques cavall · h1 blanques torre | 6 |
| 5 | a8 negres torre · b8 negres cavall · c8 negres alfil · d8 negres dama · e8 negres rei · h8 negres torre · a7 negres peó · b7 negres peó · c7 negres peó · d7 negres peó · f7 negres peó · g7 negres peó · h7 negres peó · e6 negres peó · f6 negres cavall · b4 negres alfil · c4 blanques peó · d4 blanques peó · a3 blanques peó · c3 blanques cavall · b2 blanques peó · e2 blanques peó · f2 blanques peó · g2 blanques peó · h2 blanques peó · a1 blanques torre · c1 blanques alfil · d1 blanques dama · e1 blanques rei · f1 blanques alfil · g1 blanques cavall · h1 blanques torre | a8 negres torre · b8 negres cavall · c8 negres alfil · d8 negres dama · e8 negres rei · h8 negres torre · a7 negres peó · b7 negres peó · c7 negres peó · d7 negres peó · f7 negres peó · g7 negres peó · h7 negres peó · e6 negres peó · f6 negres cavall · b4 negres alfil · c4 blanques peó · d4 blanques peó · a3 blanques peó · c3 blanques cavall · b2 blanques peó · e2 blanques peó · f2 blanques peó · g2 blanques peó · h2 blanques peó · a1 blanques torre · c1 blanques alfil · d1 blanques dama · e1 blanques rei · f1 blanques alfil · g1 blanques cavall · h1 blanques torre | a8 negres torre · b8 negres cavall · c8 negres alfil · d8 negres dama · e8 negres rei · h8 negres torre · a7 negres peó · b7 negres peó · c7 negres peó · d7 negres peó · f7 negres peó · g7 negres peó · h7 negres peó · e6 negres peó · f6 negres cavall · b4 negres alfil · c4 blanques peó · d4 blanques peó · a3 blanques peó · c3 blanques cavall · b2 blanques peó · e2 blanques peó · f2 blanques peó · g2 blanques peó · h2 blanques peó · a1 blanques torre · c1 blanques alfil · d1 blanques dama · e1 blanques rei · f1 blanques alfil · g1 blanques cavall · h1 blanques torre | a8 negres torre · b8 negres cavall · c8 negres alfil · d8 negres dama · e8 negres rei · h8 negres torre · a7 negres peó · b7 negres peó · c7 negres peó · d7 negres peó · f7 negres peó · g7 negres peó · h7 negres peó · e6 negres peó · f6 negres cavall · b4 negres alfil · c4 blanques peó · d4 blanques peó · a3 blanques peó · c3 blanques cavall · b2 blanques peó · e2 blanques peó · f2 blanques peó · g2 blanques peó · h2 blanques peó · a1 blanques torre · c1 blanques alfil · d1 blanques dama · e1 blanques rei · f1 blanques alfil · g1 blanques cavall · h1 blanques torre | a8 negres torre · b8 negres cavall · c8 negres alfil · d8 negres dama · e8 negres rei · h8 negres torre · a7 negres peó · b7 negres peó · c7 negres peó · d7 negres peó · f7 negres peó · g7 negres peó · h7 negres peó · e6 negres peó · f6 negres cavall · b4 negres alfil · c4 blanques peó · d4 blanques peó · a3 blanques peó · c3 blanques cavall · b2 blanques peó · e2 blanques peó · f2 blanques peó · g2 blanques peó · h2 blanques peó · a1 blanques torre · c1 blanques alfil · d1 blanques dama · e1 blanques rei · f1 blanques alfil · g1 blanques cavall · h1 blanques torre | a8 negres torre · b8 negres cavall · c8 negres alfil · d8 negres dama · e8 negres rei · h8 negres torre · a7 negres peó · b7 negres peó · c7 negres peó · d7 negres peó · f7 negres peó · g7 negres peó · h7 negres peó · e6 negres peó · f6 negres cavall · b4 negres alfil · c4 blanques peó · d4 blanques peó · a3 blanques peó · c3 blanques cavall · b2 blanques peó · e2 blanques peó · f2 blanques peó · g2 blanques peó · h2 blanques peó · a1 blanques torre · c1 blanques alfil · d1 blanques dama · e1 blanques rei · f1 blanques alfil · g1 blanques cavall · h1 blanques torre | a8 negres torre · b8 negres cavall · c8 negres alfil · d8 negres dama · e8 negres rei · h8 negres torre · a7 negres peó · b7 negres peó · c7 negres peó · d7 negres peó · f7 negres peó · g7 negres peó · h7 negres peó · e6 negres peó · f6 negres cavall · b4 negres alfil · c4 blanques peó · d4 blanques peó · a3 blanques peó · c3 blanques cavall · b2 blanques peó · e2 blanques peó · f2 blanques peó · g2 blanques peó · h2 blanques peó · a1 blanques torre · c1 blanques alfil · d1 blanques dama · e1 blanques rei · f1 blanques alfil · g1 blanques cavall · h1 blanques torre | a8 negres torre · b8 negres cavall · c8 negres alfil · d8 negres dama · e8 negres rei · h8 negres torre · a7 negres peó · b7 negres peó · c7 negres peó · d7 negres peó · f7 negres peó · g7 negres peó · h7 negres peó · e6 negres peó · f6 negres cavall · b4 negres alfil · c4 blanques peó · d4 blanques peó · a3 blanques peó · c3 blanques cavall · b2 blanques peó · e2 blanques peó · f2 blanques peó · g2 blanques peó · h2 blanques peó · a1 blanques torre · c1 blanques alfil · d1 blanques dama · e1 blanques rei · f1 blanques alfil · g1 blanques cavall · h1 blanques torre | 5 |
| 4 | a8 negres torre · b8 negres cavall · c8 negres alfil · d8 negres dama · e8 negres rei · h8 negres torre · a7 negres peó · b7 negres peó · c7 negres peó · d7 negres peó · f7 negres peó · g7 negres peó · h7 negres peó · e6 negres peó · f6 negres cavall · b4 negres alfil · c4 blanques peó · d4 blanques peó · a3 blanques peó · c3 blanques cavall · b2 blanques peó · e2 blanques peó · f2 blanques peó · g2 blanques peó · h2 blanques peó · a1 blanques torre · c1 blanques alfil · d1 blanques dama · e1 blanques rei · f1 blanques alfil · g1 blanques cavall · h1 blanques torre | a8 negres torre · b8 negres cavall · c8 negres alfil · d8 negres dama · e8 negres rei · h8 negres torre · a7 negres peó · b7 negres peó · c7 negres peó · d7 negres peó · f7 negres peó · g7 negres peó · h7 negres peó · e6 negres peó · f6 negres cavall · b4 negres alfil · c4 blanques peó · d4 blanques peó · a3 blanques peó · c3 blanques cavall · b2 blanques peó · e2 blanques peó · f2 blanques peó · g2 blanques peó · h2 blanques peó · a1 blanques torre · c1 blanques alfil · d1 blanques dama · e1 blanques rei · f1 blanques alfil · g1 blanques cavall · h1 blanques torre | a8 negres torre · b8 negres cavall · c8 negres alfil · d8 negres dama · e8 negres rei · h8 negres torre · a7 negres peó · b7 negres peó · c7 negres peó · d7 negres peó · f7 negres peó · g7 negres peó · h7 negres peó · e6 negres peó · f6 negres cavall · b4 negres alfil · c4 blanques peó · d4 blanques peó · a3 blanques peó · c3 blanques cavall · b2 blanques peó · e2 blanques peó · f2 blanques peó · g2 blanques peó · h2 blanques peó · a1 blanques torre · c1 blanques alfil · d1 blanques dama · e1 blanques rei · f1 blanques alfil · g1 blanques cavall · h1 blanques torre | a8 negres torre · b8 negres cavall · c8 negres alfil · d8 negres dama · e8 negres rei · h8 negres torre · a7 negres peó · b7 negres peó · c7 negres peó · d7 negres peó · f7 negres peó · g7 negres peó · h7 negres peó · e6 negres peó · f6 negres cavall · b4 negres alfil · c4 blanques peó · d4 blanques peó · a3 blanques peó · c3 blanques cavall · b2 blanques peó · e2 blanques peó · f2 blanques peó · g2 blanques peó · h2 blanques peó · a1 blanques torre · c1 blanques alfil · d1 blanques dama · e1 blanques rei · f1 blanques alfil · g1 blanques cavall · h1 blanques torre | a8 negres torre · b8 negres cavall · c8 negres alfil · d8 negres dama · e8 negres rei · h8 negres torre · a7 negres peó · b7 negres peó · c7 negres peó · d7 negres peó · f7 negres peó · g7 negres peó · h7 negres peó · e6 negres peó · f6 negres cavall · b4 negres alfil · c4 blanques peó · d4 blanques peó · a3 blanques peó · c3 blanques cavall · b2 blanques peó · e2 blanques peó · f2 blanques peó · g2 blanques peó · h2 blanques peó · a1 blanques torre · c1 blanques alfil · d1 blanques dama · e1 blanques rei · f1 blanques alfil · g1 blanques cavall · h1 blanques torre | a8 negres torre · b8 negres cavall · c8 negres alfil · d8 negres dama · e8 negres rei · h8 negres torre · a7 negres peó · b7 negres peó · c7 negres peó · d7 negres peó · f7 negres peó · g7 negres peó · h7 negres peó · e6 negres peó · f6 negres cavall · b4 negres alfil · c4 blanques peó · d4 blanques peó · a3 blanques peó · c3 blanques cavall · b2 blanques peó · e2 blanques peó · f2 blanques peó · g2 blanques peó · h2 blanques peó · a1 blanques torre · c1 blanques alfil · d1 blanques dama · e1 blanques rei · f1 blanques alfil · g1 blanques cavall · h1 blanques torre | a8 negres torre · b8 negres cavall · c8 negres alfil · d8 negres dama · e8 negres rei · h8 negres torre · a7 negres peó · b7 negres peó · c7 negres peó · d7 negres peó · f7 negres peó · g7 negres peó · h7 negres peó · e6 negres peó · f6 negres cavall · b4 negres alfil · c4 blanques peó · d4 blanques peó · a3 blanques peó · c3 blanques cavall · b2 blanques peó · e2 blanques peó · f2 blanques peó · g2 blanques peó · h2 blanques peó · a1 blanques torre · c1 blanques alfil · d1 blanques dama · e1 blanques rei · f1 blanques alfil · g1 blanques cavall · h1 blanques torre | a8 negres torre · b8 negres cavall · c8 negres alfil · d8 negres dama · e8 negres rei · h8 negres torre · a7 negres peó · b7 negres peó · c7 negres peó · d7 negres peó · f7 negres peó · g7 negres peó · h7 negres peó · e6 negres peó · f6 negres cavall · b4 negres alfil · c4 blanques peó · d4 blanques peó · a3 blanques peó · c3 blanques cavall · b2 blanques peó · e2 blanques peó · f2 blanques peó · g2 blanques peó · h2 blanques peó · a1 blanques torre · c1 blanques alfil · d1 blanques dama · e1 blanques rei · f1 blanques alfil · g1 blanques cavall · h1 blanques torre | 4 |
| 3 | a8 negres torre · b8 negres cavall · c8 negres alfil · d8 negres dama · e8 negres rei · h8 negres torre · a7 negres peó · b7 negres peó · c7 negres peó · d7 negres peó · f7 negres peó · g7 negres peó · h7 negres peó · e6 negres peó · f6 negres cavall · b4 negres alfil · c4 blanques peó · d4 blanques peó · a3 blanques peó · c3 blanques cavall · b2 blanques peó · e2 blanques peó · f2 blanques peó · g2 blanques peó · h2 blanques peó · a1 blanques torre · c1 blanques alfil · d1 blanques dama · e1 blanques rei · f1 blanques alfil · g1 blanques cavall · h1 blanques torre | a8 negres torre · b8 negres cavall · c8 negres alfil · d8 negres dama · e8 negres rei · h8 negres torre · a7 negres peó · b7 negres peó · c7 negres peó · d7 negres peó · f7 negres peó · g7 negres peó · h7 negres peó · e6 negres peó · f6 negres cavall · b4 negres alfil · c4 blanques peó · d4 blanques peó · a3 blanques peó · c3 blanques cavall · b2 blanques peó · e2 blanques peó · f2 blanques peó · g2 blanques peó · h2 blanques peó · a1 blanques torre · c1 blanques alfil · d1 blanques dama · e1 blanques rei · f1 blanques alfil · g1 blanques cavall · h1 blanques torre | a8 negres torre · b8 negres cavall · c8 negres alfil · d8 negres dama · e8 negres rei · h8 negres torre · a7 negres peó · b7 negres peó · c7 negres peó · d7 negres peó · f7 negres peó · g7 negres peó · h7 negres peó · e6 negres peó · f6 negres cavall · b4 negres alfil · c4 blanques peó · d4 blanques peó · a3 blanques peó · c3 blanques cavall · b2 blanques peó · e2 blanques peó · f2 blanques peó · g2 blanques peó · h2 blanques peó · a1 blanques torre · c1 blanques alfil · d1 blanques dama · e1 blanques rei · f1 blanques alfil · g1 blanques cavall · h1 blanques torre | a8 negres torre · b8 negres cavall · c8 negres alfil · d8 negres dama · e8 negres rei · h8 negres torre · a7 negres peó · b7 negres peó · c7 negres peó · d7 negres peó · f7 negres peó · g7 negres peó · h7 negres peó · e6 negres peó · f6 negres cavall · b4 negres alfil · c4 blanques peó · d4 blanques peó · a3 blanques peó · c3 blanques cavall · b2 blanques peó · e2 blanques peó · f2 blanques peó · g2 blanques peó · h2 blanques peó · a1 blanques torre · c1 blanques alfil · d1 blanques dama · e1 blanques rei · f1 blanques alfil · g1 blanques cavall · h1 blanques torre | a8 negres torre · b8 negres cavall · c8 negres alfil · d8 negres dama · e8 negres rei · h8 negres torre · a7 negres peó · b7 negres peó · c7 negres peó · d7 negres peó · f7 negres peó · g7 negres peó · h7 negres peó · e6 negres peó · f6 negres cavall · b4 negres alfil · c4 blanques peó · d4 blanques peó · a3 blanques peó · c3 blanques cavall · b2 blanques peó · e2 blanques peó · f2 blanques peó · g2 blanques peó · h2 blanques peó · a1 blanques torre · c1 blanques alfil · d1 blanques dama · e1 blanques rei · f1 blanques alfil · g1 blanques cavall · h1 blanques torre | a8 negres torre · b8 negres cavall · c8 negres alfil · d8 negres dama · e8 negres rei · h8 negres torre · a7 negres peó · b7 negres peó · c7 negres peó · d7 negres peó · f7 negres peó · g7 negres peó · h7 negres peó · e6 negres peó · f6 negres cavall · b4 negres alfil · c4 blanques peó · d4 blanques peó · a3 blanques peó · c3 blanques cavall · b2 blanques peó · e2 blanques peó · f2 blanques peó · g2 blanques peó · h2 blanques peó · a1 blanques torre · c1 blanques alfil · d1 blanques dama · e1 blanques rei · f1 blanques alfil · g1 blanques cavall · h1 blanques torre | a8 negres torre · b8 negres cavall · c8 negres alfil · d8 negres dama · e8 negres rei · h8 negres torre · a7 negres peó · b7 negres peó · c7 negres peó · d7 negres peó · f7 negres peó · g7 negres peó · h7 negres peó · e6 negres peó · f6 negres cavall · b4 negres alfil · c4 blanques peó · d4 blanques peó · a3 blanques peó · c3 blanques cavall · b2 blanques peó · e2 blanques peó · f2 blanques peó · g2 blanques peó · h2 blanques peó · a1 blanques torre · c1 blanques alfil · d1 blanques dama · e1 blanques rei · f1 blanques alfil · g1 blanques cavall · h1 blanques torre | a8 negres torre · b8 negres cavall · c8 negres alfil · d8 negres dama · e8 negres rei · h8 negres torre · a7 negres peó · b7 negres peó · c7 negres peó · d7 negres peó · f7 negres peó · g7 negres peó · h7 negres peó · e6 negres peó · f6 negres cavall · b4 negres alfil · c4 blanques peó · d4 blanques peó · a3 blanques peó · c3 blanques cavall · b2 blanques peó · e2 blanques peó · f2 blanques peó · g2 blanques peó · h2 blanques peó · a1 blanques torre · c1 blanques alfil · d1 blanques dama · e1 blanques rei · f1 blanques alfil · g1 blanques cavall · h1 blanques torre | 3 |
| 2 | a8 negres torre · b8 negres cavall · c8 negres alfil · d8 negres dama · e8 negres rei · h8 negres torre · a7 negres peó · b7 negres peó · c7 negres peó · d7 negres peó · f7 negres peó · g7 negres peó · h7 negres peó · e6 negres peó · f6 negres cavall · b4 negres alfil · c4 blanques peó · d4 blanques peó · a3 blanques peó · c3 blanques cavall · b2 blanques peó · e2 blanques peó · f2 blanques peó · g2 blanques peó · h2 blanques peó · a1 blanques torre · c1 blanques alfil · d1 blanques dama · e1 blanques rei · f1 blanques alfil · g1 blanques cavall · h1 blanques torre | a8 negres torre · b8 negres cavall · c8 negres alfil · d8 negres dama · e8 negres rei · h8 negres torre · a7 negres peó · b7 negres peó · c7 negres peó · d7 negres peó · f7 negres peó · g7 negres peó · h7 negres peó · e6 negres peó · f6 negres cavall · b4 negres alfil · c4 blanques peó · d4 blanques peó · a3 blanques peó · c3 blanques cavall · b2 blanques peó · e2 blanques peó · f2 blanques peó · g2 blanques peó · h2 blanques peó · a1 blanques torre · c1 blanques alfil · d1 blanques dama · e1 blanques rei · f1 blanques alfil · g1 blanques cavall · h1 blanques torre | a8 negres torre · b8 negres cavall · c8 negres alfil · d8 negres dama · e8 negres rei · h8 negres torre · a7 negres peó · b7 negres peó · c7 negres peó · d7 negres peó · f7 negres peó · g7 negres peó · h7 negres peó · e6 negres peó · f6 negres cavall · b4 negres alfil · c4 blanques peó · d4 blanques peó · a3 blanques peó · c3 blanques cavall · b2 blanques peó · e2 blanques peó · f2 blanques peó · g2 blanques peó · h2 blanques peó · a1 blanques torre · c1 blanques alfil · d1 blanques dama · e1 blanques rei · f1 blanques alfil · g1 blanques cavall · h1 blanques torre | a8 negres torre · b8 negres cavall · c8 negres alfil · d8 negres dama · e8 negres rei · h8 negres torre · a7 negres peó · b7 negres peó · c7 negres peó · d7 negres peó · f7 negres peó · g7 negres peó · h7 negres peó · e6 negres peó · f6 negres cavall · b4 negres alfil · c4 blanques peó · d4 blanques peó · a3 blanques peó · c3 blanques cavall · b2 blanques peó · e2 blanques peó · f2 blanques peó · g2 blanques peó · h2 blanques peó · a1 blanques torre · c1 blanques alfil · d1 blanques dama · e1 blanques rei · f1 blanques alfil · g1 blanques cavall · h1 blanques torre | a8 negres torre · b8 negres cavall · c8 negres alfil · d8 negres dama · e8 negres rei · h8 negres torre · a7 negres peó · b7 negres peó · c7 negres peó · d7 negres peó · f7 negres peó · g7 negres peó · h7 negres peó · e6 negres peó · f6 negres cavall · b4 negres alfil · c4 blanques peó · d4 blanques peó · a3 blanques peó · c3 blanques cavall · b2 blanques peó · e2 blanques peó · f2 blanques peó · g2 blanques peó · h2 blanques peó · a1 blanques torre · c1 blanques alfil · d1 blanques dama · e1 blanques rei · f1 blanques alfil · g1 blanques cavall · h1 blanques torre | a8 negres torre · b8 negres cavall · c8 negres alfil · d8 negres dama · e8 negres rei · h8 negres torre · a7 negres peó · b7 negres peó · c7 negres peó · d7 negres peó · f7 negres peó · g7 negres peó · h7 negres peó · e6 negres peó · f6 negres cavall · b4 negres alfil · c4 blanques peó · d4 blanques peó · a3 blanques peó · c3 blanques cavall · b2 blanques peó · e2 blanques peó · f2 blanques peó · g2 blanques peó · h2 blanques peó · a1 blanques torre · c1 blanques alfil · d1 blanques dama · e1 blanques rei · f1 blanques alfil · g1 blanques cavall · h1 blanques torre | a8 negres torre · b8 negres cavall · c8 negres alfil · d8 negres dama · e8 negres rei · h8 negres torre · a7 negres peó · b7 negres peó · c7 negres peó · d7 negres peó · f7 negres peó · g7 negres peó · h7 negres peó · e6 negres peó · f6 negres cavall · b4 negres alfil · c4 blanques peó · d4 blanques peó · a3 blanques peó · c3 blanques cavall · b2 blanques peó · e2 blanques peó · f2 blanques peó · g2 blanques peó · h2 blanques peó · a1 blanques torre · c1 blanques alfil · d1 blanques dama · e1 blanques rei · f1 blanques alfil · g1 blanques cavall · h1 blanques torre | a8 negres torre · b8 negres cavall · c8 negres alfil · d8 negres dama · e8 negres rei · h8 negres torre · a7 negres peó · b7 negres peó · c7 negres peó · d7 negres peó · f7 negres peó · g7 negres peó · h7 negres peó · e6 negres peó · f6 negres cavall · b4 negres alfil · c4 blanques peó · d4 blanques peó · a3 blanques peó · c3 blanques cavall · b2 blanques peó · e2 blanques peó · f2 blanques peó · g2 blanques peó · h2 blanques peó · a1 blanques torre · c1 blanques alfil · d1 blanques dama · e1 blanques rei · f1 blanques alfil · g1 blanques cavall · h1 blanques torre | 2 |
| 1 | a8 negres torre · b8 negres cavall · c8 negres alfil · d8 negres dama · e8 negres rei · h8 negres torre · a7 negres peó · b7 negres peó · c7 negres peó · d7 negres peó · f7 negres peó · g7 negres peó · h7 negres peó · e6 negres peó · f6 negres cavall · b4 negres alfil · c4 blanques peó · d4 blanques peó · a3 blanques peó · c3 blanques cavall · b2 blanques peó · e2 blanques peó · f2 blanques peó · g2 blanques peó · h2 blanques peó · a1 blanques torre · c1 blanques alfil · d1 blanques dama · e1 blanques rei · f1 blanques alfil · g1 blanques cavall · h1 blanques torre | a8 negres torre · b8 negres cavall · c8 negres alfil · d8 negres dama · e8 negres rei · h8 negres torre · a7 negres peó · b7 negres peó · c7 negres peó · d7 negres peó · f7 negres peó · g7 negres peó · h7 negres peó · e6 negres peó · f6 negres cavall · b4 negres alfil · c4 blanques peó · d4 blanques peó · a3 blanques peó · c3 blanques cavall · b2 blanques peó · e2 blanques peó · f2 blanques peó · g2 blanques peó · h2 blanques peó · a1 blanques torre · c1 blanques alfil · d1 blanques dama · e1 blanques rei · f1 blanques alfil · g1 blanques cavall · h1 blanques torre | a8 negres torre · b8 negres cavall · c8 negres alfil · d8 negres dama · e8 negres rei · h8 negres torre · a7 negres peó · b7 negres peó · c7 negres peó · d7 negres peó · f7 negres peó · g7 negres peó · h7 negres peó · e6 negres peó · f6 negres cavall · b4 negres alfil · c4 blanques peó · d4 blanques peó · a3 blanques peó · c3 blanques cavall · b2 blanques peó · e2 blanques peó · f2 blanques peó · g2 blanques peó · h2 blanques peó · a1 blanques torre · c1 blanques alfil · d1 blanques dama · e1 blanques rei · f1 blanques alfil · g1 blanques cavall · h1 blanques torre | a8 negres torre · b8 negres cavall · c8 negres alfil · d8 negres dama · e8 negres rei · h8 negres torre · a7 negres peó · b7 negres peó · c7 negres peó · d7 negres peó · f7 negres peó · g7 negres peó · h7 negres peó · e6 negres peó · f6 negres cavall · b4 negres alfil · c4 blanques peó · d4 blanques peó · a3 blanques peó · c3 blanques cavall · b2 blanques peó · e2 blanques peó · f2 blanques peó · g2 blanques peó · h2 blanques peó · a1 blanques torre · c1 blanques alfil · d1 blanques dama · e1 blanques rei · f1 blanques alfil · g1 blanques cavall · h1 blanques torre | a8 negres torre · b8 negres cavall · c8 negres alfil · d8 negres dama · e8 negres rei · h8 negres torre · a7 negres peó · b7 negres peó · c7 negres peó · d7 negres peó · f7 negres peó · g7 negres peó · h7 negres peó · e6 negres peó · f6 negres cavall · b4 negres alfil · c4 blanques peó · d4 blanques peó · a3 blanques peó · c3 blanques cavall · b2 blanques peó · e2 blanques peó · f2 blanques peó · g2 blanques peó · h2 blanques peó · a1 blanques torre · c1 blanques alfil · d1 blanques dama · e1 blanques rei · f1 blanques alfil · g1 blanques cavall · h1 blanques torre | a8 negres torre · b8 negres cavall · c8 negres alfil · d8 negres dama · e8 negres rei · h8 negres torre · a7 negres peó · b7 negres peó · c7 negres peó · d7 negres peó · f7 negres peó · g7 negres peó · h7 negres peó · e6 negres peó · f6 negres cavall · b4 negres alfil · c4 blanques peó · d4 blanques peó · a3 blanques peó · c3 blanques cavall · b2 blanques peó · e2 blanques peó · f2 blanques peó · g2 blanques peó · h2 blanques peó · a1 blanques torre · c1 blanques alfil · d1 blanques dama · e1 blanques rei · f1 blanques alfil · g1 blanques cavall · h1 blanques torre | a8 negres torre · b8 negres cavall · c8 negres alfil · d8 negres dama · e8 negres rei · h8 negres torre · a7 negres peó · b7 negres peó · c7 negres peó · d7 negres peó · f7 negres peó · g7 negres peó · h7 negres peó · e6 negres peó · f6 negres cavall · b4 negres alfil · c4 blanques peó · d4 blanques peó · a3 blanques peó · c3 blanques cavall · b2 blanques peó · e2 blanques peó · f2 blanques peó · g2 blanques peó · h2 blanques peó · a1 blanques torre · c1 blanques alfil · d1 blanques dama · e1 blanques rei · f1 blanques alfil · g1 blanques cavall · h1 blanques torre | a8 negres torre · b8 negres cavall · c8 negres alfil · d8 negres dama · e8 negres rei · h8 negres torre · a7 negres peó · b7 negres peó · c7 negres peó · d7 negres peó · f7 negres peó · g7 negres peó · h7 negres peó · e6 negres peó · f6 negres cavall · b4 negres alfil · c4 blanques peó · d4 blanques peó · a3 blanques peó · c3 blanques cavall · b2 blanques peó · e2 blanques peó · f2 blanques peó · g2 blanques peó · h2 blanques peó · a1 blanques torre · c1 blanques alfil · d1 blanques dama · e1 blanques rei · f1 blanques alfil · g1 blanques cavall · h1 blanques torre | 1 |
|   | a | b | c | d | e | f | g | h |   |